# Galatasaray SK (női csapat)
Az Galatasaray SK női szakosztályát 2011-ben hozták létre és a török első osztályban érdekelt.

## Története
2011 elején indította el a Galatasaray SK a női labdarúgó szakosztályát. Kezdetben az utánpótlásra helyezték a hangsúlyt és a lányokat női szakemberek edzették. Első sikerüket a 13 éven aluliak csapata 2015-ben korosztályos bajnoki címmel érte el, de egy évvel később az egyre romló pénzügyi helyzet fejlődésképtelenné tette a hölgyek elképzeléseit és a női részleget felszámolták.
2021-ben a Török labdarúgó-szövetség – a férfi bajnokság mintájára – több támogatóval és csapattal bővítette a női bajnokságot és létrehozta a Kadınlar Süper Ligi-t. A Galatasaray az újabb lehetőség révén újjáélesztette a női szakágát és beneveztek az élvonal küzdelmeibe.

## Játékoskeret
2023. augusztus 27-től
| #  |     | Poszt | Név               |
| -- | --- | ----- | ----------------- |
| 1  | TUR | K     | Gamze Nur Yaman   |
| 17 | USA | K     | Handan Kurğa      |
| 23 | TUR | K     | Müge İnan         |
| 3  | TUR | V     | Rabia Nur Küçük   |
| 5  | TUR | V     | Eda Karataş       |
| 13 | TUR | V     | Fatma Sare Öztürk |
| 20 | TUR | V     | Berna Yeniçeri    |
| 22 | AZE | V     | Nazlıcan Parlak   |
| 25 | UKR | V     | Ljubov Smatko     |
| 8  | TUR | KP    | Emine Ecem Esen   |
| 10 | TUR | KP    | İsmigül Yalçıner  |
| 12 | TUR | KP    | Helin Erbulun     |
| 16 | TUR | KP    | Ebru Topçu        |

| #  |     | Poszt | Név                 |
| -- | --- | ----- | ------------------- |
| 18 | AZE | KP    | Kristina Bakarandze |
| 19 | TUR | KP    | Zehra Yılmaz        |
| 21 | TUR | KP    | Didem Dülber        |
| 24 | TUR | KP    | Arzu Akkurt         |
| 30 | TUR | KP    | Berra Pekgöz        |
| 38 | TUR | KP    | Arzu Karabulut      |
| 7  | TUN | CS    | Mariem Houij        |
| 9  | TUR | CS    | Elanur Laçın        |
| 11 | COD | CS    | Ruth Kipoyi         |
| 27 | COD | CS    | Naomie Kabakaba     |
| 77 | ALB | CS    | Megi Doci           |
| 99 | TUR | CS    | Benan Altıntaş      |

## Korábbi híres játékosok
| - Şilan Aykoç - Şevval Dursun - Berivan İçen - İlayda Civelek - Emine Demir - Birgül Sadıkoğlu - Yağmur Uraz - Elena Santos - Samia Adam - Li Csiajue - Milica Denda |